# Serra Branca
Serra Branca este un oraș în Paraíba (PB), Brazilia.